# Eutelia nubilosa
Eutelia nubilosa là một loài bướm đêm trong họ Noctuidae.